# Einfarbige Lösung
Im mathematischen Teilgebiet der diskreten Zahlentheorie insbesondere in der Ramsey-Theorie beschreibt der Begriff einfarbige Lösung die Eigenschaft bestimmter Zahlen einer gefärbten Zahlenmenge {\displaystyle x_{1}\ldots x_{k}\in [1,n]\subseteq \mathbb {N} } gleich gefärbt zu sein und eine bestimmte Gleichung {\displaystyle f(x)} zu erfüllen.

## Definition
Sei {\displaystyle \chi } eine {\displaystyle r}-Färbung einer Menge von positiven Ganzzahlen und {\displaystyle f} eine Gleichung in Abhängigkeit von den Variablen {\displaystyle x_{1}\ldots x_{n}}. {\displaystyle \chi } besitzt genau dann eine einfarbige Lösung unter {\displaystyle f}, wenn Werte für {\displaystyle x_{1}\ldots x_{n}} existieren, die {\displaystyle f} erfüllen und die gleiche Färbung unter {\displaystyle \chi } besitzen.

## Eigenschaften
- Obige Definition erlaubt die Darstellung {\displaystyle f:c_{1}x_{1}+\ldots +c_{n-1}x_{n-1}=x_{n}}, wobei die {\displaystyle c_{i}} beliebige Faktoren sein können.
- Spezialfälle von {\displaystyle f} haben aufgrund ihrer Bedeutung einen Namen erhalten. So heißen beispielsweise Zahlen {\displaystyle {x,y,z}} mit x + y = z Schur-Tripel.
- Für {\displaystyle n=3} beschreibt {\displaystyle f} eine Ebene im dreidimensionalen Anschauungsraum.

## Beispiele
Der Satz von Van der Waerden sichert die Existenz der Van-der-Waerden-Zahlen, insbesondere von {\displaystyle w(3,r)}, der Zahl, für die es in der {\displaystyle r}-Färbung einer Zahlenmenge mit {\displaystyle w(3,r)} Elementen stets eine arithmetische Folge der Länge 3 gibt. Wir können diese Zahlen als {\displaystyle \{a,a+d,a+2d\}} schreiben. Wir wählen anschließend {\displaystyle x=a,y=a+2d} und {\displaystyle z=a+d}. Es entsteht als einfarbige Lösung die Gleichung {\displaystyle x+y=2z} mit {\displaystyle x\not =y}, eine Ebenengleichung.
Ein weiteres Beispiel und Färbungsproblem der Ebene untersuchen die Schur-Zahlen.